# Le Sourire du clown
Le Sourire du clown is een Franse film noir uit 1999 onder regie van Éric Besnard, met in de hoofdrollen Ticky Holgado, Bruno Putzulu en François Berléand.

## Verhaal
Ian is een oude Russische clown die zelfmoord wil plegen in een hotelkamer, maar zijn pistool hapert. Plots klinkt een schot in de gang. Een man strompelt Ians kamer binnen en valt dood neer. Even later stormen zijn achtervolgers de kamer binnen. In een reflex gebruikt Ian zijn wapen om zich te verdedigen, wat het begin wordt van een lange achtervolging.

## Rolverdeling
| Acteur               | Personage |
| -------------------- | --------- |
| Ticky Holgado        | Ian       |
| Bruno Putzulu        | Lucas     |
| François Berléand    | Drouot    |
| Vincent Elbaz        | Smalto    |
| Jean-Claude Dauphin  | Vogel     |
| Pascale Arbillot     | Hélène    |
| Vanille Attié        | Daphnée   |
| Édouard Montoute     | Alex      |
| Alexandre Arjilovski | Kiriakov  |
| Yvon Back            | De Renn   |
| Jürgen Vogel         | Youri     |